# NGC 2773
NGC 2773 este o radiogalaxie situată în constelația Racul. A fost descoperită în 6 martie 1864 de către Albert Marth. Se află la o distanță de 80,4 de megaparseci de Pământ.